# Wave (альбом Patti Smith Group)
Wave (рус. «Волна») — четвёртый студийный альбом Patti Smith Group, изданный в 1979 году на лейбле Arista Records.

## Об альбоме
Несмотря на то, что Wave (как и его предшественник — Easter) был выполнен в более доступной для радиоэфира поп-роковой манере, нежели ранние альбомы Смит, он не имел большой популярности. Главным хитом с пластинки стала композиция «Dancing Barefoot» («Танцующая босиком»).
Вскоре после выхода альбома Patti Smith Group распалась; певица обвенчалась с Фредом Смитом, от которого имела 2-х детей, и не занималась музыкой до 1988 года.
Композиция «So You Want to Be (A Rock ’n’ Roll Star)» является кавером на песню группы Byrds.

## Список композиций
1. «Frederick» — 3:01
2. «Dancing Barefoot» — 4:18
3. «So You Want to Be (A Rock ’n’ Roll Star)[англ.]» — 4:18
4. «Hymn» — 1:10
5. «Revenge» — 5:06
6. «Citizen Ship» — 5:09
7. «Seven Ways of Going» — 5:12
8. «Broken Flag» — 4:55
9. «Wave» — 4:55